# Gulfotad skogssköldpadda
Gulfotad skogssköldpadda (Chelonoidis denticulata) är en marklevande sköldpadda som lever i regnskogsmiljö. Den behöver en luftfuktighet på ca 70-90 % och den gräver gärna ner sig i marken för att få fukt. Den är populär som husdjur.
Honan är större än hanen och den blandas ofta ihop med den rödfotade skogssköldpaddan eftersom den inte alltid är gulfotad (trots sitt namn), utan dess fötter kan skifta i rött.
Dess föda utgörs främst av fallfrukt, gräs, blad, blommor och den kan till och med äta kött.